# 안드레아 캄비아소
안드레아 캄비아소(이탈리아어: Andrea Cambiaso, 2000년 2월 20일 ~ )는 이탈리아의 축구 선수이다. 포지션은 풀백으로, 현재 세리에 A의 유벤투스에서 뛰고 있다.

## 클럽 경력

### 제노아
그는 제노아의 유소년 아카데미를 졸업하였다. 그는 2017-18 시즌과 2018-19 시즌에 각각 세리에 D의 알비솔라와 사보나로 임대되었다. 그는 알비솔라의 세리에 C 승격을 도왔다.
그는 2021-22 시즌에 제노아로 복귀하였고, 2021년 8월 29일 2-1로 패한 나폴리와의 홈경기에서 세리에 A 첫 골을 기록하였다.

#### 알레산드리아 (임대)
2019년 8월 2일, 그는 세리에 C의 알레산드리아로 임대되었다.
2019년 8월 25일, 그는 고차노와의 세리에 C 시즌 개막전에서 알레산드리아 소속으로 선발로 출전해 풀타임을 소화하며 프로 데뷔전을 치렀다. 그는 시즌 초반에 알레산드리아에서 주전으로 자리매김했다. 그는 2019년 12월 4일, 유벤투스 U-23 (클럽에서 17번째 선발 출전)와의 경기에서 전방십자인대부상을 당했고, 이 부상으로 2019-20 시즌 남은 기간 동안 출전하지 못했다.

#### 엠폴리 (임대)
2020년 9월 21일, 그는 완전 영입 옵션과 함께 세리에 B의 엠폴리로 임대되었다.

### 유벤투스
2022년 7월 14일, 유벤투스는 캄비아소와 5년 계약을 맺었다고 발표했다.

#### 볼로냐 (임대)
2022년 7월 15일, 캄비아소는 볼로냐로 한 시즌 임대되었다.